# منطقة الشابسوغ الوطنية

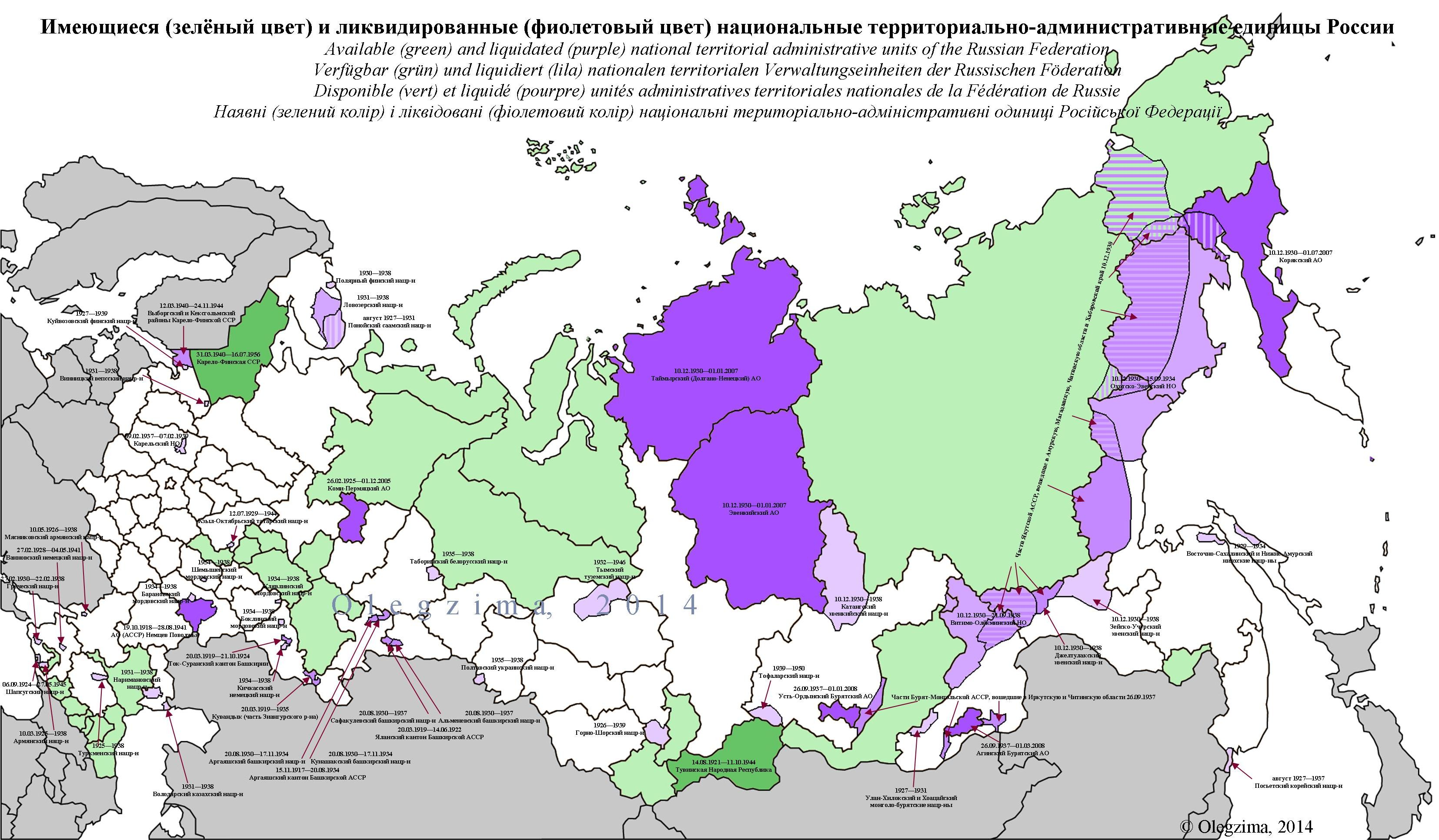

منطقة الشابسوغ الوطنية (لغة أديغية: Шапсыгъэ Националнэ Район)، (بالروسية:  Шапсугский национальный район)
هي عبارة عن منطقة قوميّة خاصة بقبيلة الشابسوغ (شركس غربيين) تقع داخل محافظة كراسنودار في شمال القفقاس في الاتحاد السوفيتي والتي تم تشكيلها من السنوات 1924 وحتى 1934 ومن ثم تم إعادة تشكيلها من جديد من سنة 1934 وحتى تاريخ 1937، والتي كانت موجودة من تاريخ 1924 – وحتى انتهاء الحرب العالمية الثانية بتاريخ 1945، حيث تم حلها بعد ذلك.
تاريخ المنطقة
بعد المذابح الروسية القيصرية التي أرتكبت بحق الأمة الشركسيّة والتهجير القسري لغالبية من تبقى من الأمة الشركسيّة مع انتهاء الحرب الشركسية الروسية في سنة 1864 بشكل رسمي، لجأ سكان من تبقى من مناطق الساحل الشركسي من شراكسة الشابسوغ على البحر الأسود من سوتشي في الجنوب وحتى خليج تسمز في الشمال إلى الجبال المطلة على البحر الأسود (جبال الشابسوغ الشرقية) لغرض الحماية من تنكيل من الجيش الروسي والمجامع الأرهابية فيه من القوازق والمرتزقة نظراً للبسالة التي أبداها أبناء هذه القبيلة في وجه الزحف الروسي واحتلال شيركاسيا (وطن الشركس)، ولعمل قاعدة للمقاومة للإغارة على المخافر/القواعد الروسية الاستطيانية المتاخمة للبحر الأسود، والتي تم بناءها من قبل القياصرة لمنع توريد الأسلحة من الخارج إلى المقاومة الشركسيّة في الداخل.
قام العديد من أبناء ساحل الشابسوغ بالهجرة الداخليّة إلى مناطق الشابسوغ التي تم احتلالها سابقاً أثناء الحرب في مناطق الكوبان الأوسط، وحول نهر لابا والمقابلة لمدينة ياكاترينا دار (حالياً كراسنودار)، أما من تبقى ولما تبين عدم القدرة على مقاومة الجيوش الروسية نظراً لتقويتها، وعدم وجود إمكانية للتزويد العسكري واللوجستي نظراً لانقطاع خطوط الأمداد، آثر أبناء الشابسوغ مما استوطنوا الجبال العودة إلى ساحله، وبدأوا بإنشاء قراهم الجديدة مكان التي تم حرقها، حيث بدأوا بالعمل والبناء لهذه القرى في الفترة ما بين 1870 – وحتى تاريخ 1880، وهكذا تم البدء في عودة من تبقى من المهجرين في القفقاس من قبيلة الشابسوغ إلى قراهم ومناطقهم التاريخيّة على الساحل الشركسي (ساحل البحر الأسود).
تم إنشاء المنطقة بتاريخ السادس من سبتمبر/أيلول لعام 1924 في منطقة البحر الأسود، والتي كانت تحتوي على أبناء قبيلة الشابسوغ الشركسية (والتي كان تعدادهم فيها قرابة الثلاثة آلاف وأربعمائة شخص)، وكان مركزها مدينة طوابسي على البحر الأسود.
في بداية عام 1925 تم تقسيم المنطقة إلى أربع مجالس قرويّة هي: كرابوفسكي، جايل، قالَج، بسيّشكو، حيث كان عدد سكانها في حينه الثلاثة آلاف وتسعٍ وأربعين شخصاً وبمساحة 462 كيلومتراً مربعاً.
في عام 1930 تم نقل مركز المنطقة إلى قرية قالج. وفي عام 1934 تم تقسم المنطقة مجدداً إلى ثمان مراكز للقرى ولتضم : كامير إستوفسكي، كرابوفسكي، قالج، بسيشوآب، ماكوبسينسكي، ماريانسكي، وبسيشوفسكي.
وفي ال 27 من شهر أيار 1945 تم تسمية منطقة الشابسوغ على اسم منطقة لازاريف في محافظة كراسنودار.
في الأول من شهر كانون الأول لعام 1990 تبنى مجلس شراكسة الشابسوغ في منطقة البحر الأسود الإعلان عن اسم المنطقة لتعود إلى منطقة الشابسوغ، إلا أن السطلات الروسية ولخوفها من أتحاد المناطق الشركسيّة لم تستجب لهذا الإعلان حتى تاريخه، حيث تم إقرار حق أحفاد أبناء الشابسوغ في المحافظة على لغتهم وتراثهم في الدستور الخاص بالمحافظة ترغيباً في البقاء ضمن المحافظة وعدم الطلب من جديد إلحاق مناطق الشابسوغ إلى جمهورية الأديجيه الشركسية والمتاخمة لمناطقهم.
‌
1. ↑  وصلة مرجع: http://demoscope.ru/weekly/ssp/rus_pop_39_2.php. مسار الأرشيف: http://www.webcitation.org/6LMjRU3mE. تاريخ الأرشيف: 16 نوفمبر 2013.